# Philoponella truncata
Espèce
Synonymes
- Uloborus truncatus Thorell, 1895

Philoponella truncata est une espèce d'araignées aranéomorphes de la famille des Uloboridae.

## Distribution
Cette espèce se rencontre en Birmanie et en Indonésie à Java.

## Description
La femelle holotype mesure 3,25 mm.

## Publication originale
- Thorell, 1895 : Descriptive catalogue of the spiders of Burma. London, p. 1-406 (texte intégral).